# Arc des Aléoutiennes

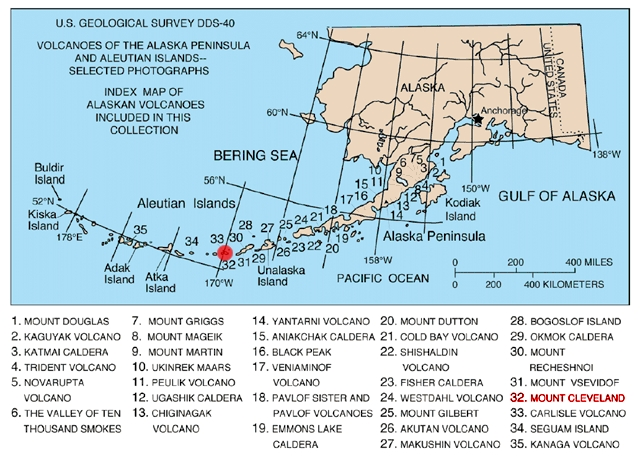
Carte de l'arc des Aléoutiennes.

Ne doit pas être confondu avec Îles Aléoutiennes.
L'arc des Aléoutiennes est un arc volcanique représenté par les îles Aléoutiennes, en Alaska. Il se compose d'un certain nombre de volcans actifs et dormants qui se sont formés à la suite de la subduction le long de la fosse des Aléoutiennes. Bien qu'il tire son nom des îles Aléoutiennes, ce terme est un regroupement géologique plutôt que géographique, et l'arc des Aléoutiennes s'étend à travers la péninsule de l'Alaska en suivant la chaîne aléoutienne jusqu'aux îles Aléoutiennes.

## Géographie
L'arc des Aléoutiennes reflète la subduction de la plaque pacifique sous la plaque nord-américaine. Il s'étend sur 3 000 kilomètres de longueur de la péninsule du Kamtchatka à l'ouest jusqu'au golfe d'Alaska à l'est. Le col Unimak, situé à l'extrémité sud-ouest de la péninsule de l'Alaska, marque la transition en direction de l'Est d'un arc intra-océanique à l'ouest à un arc continental à l'est. En raison de la géométrie arquée de la tranchée, le vecteur vitesse relative passe de presque normal dans le golfe de l'Alaska à presque parallèle à la tranchée à l'ouest. Le long de la partie océanique de la zone de subduction, la convergence varie de 6,3 cm par année de la direction nord-nord-ouest à l'est à 7,4 cm par année du nord-ouest à l'ouest. Plus de 80 volcans ont été recensés dans cet arc volcanique et plus de 44 ont connu une éruption, parfois de façon répétée, depuis le début des études en 1741.

## Volcans
Liste partielle des volcans présents dans l'arc des Aléoutiennes :
- Mont Adagdak
- Mont Akutan
- Amak
- Mont Amukta
- Mont Aniakchak
- Île Augustine
- Black Peak
- Île Bogoslof
- Mont Carlisle
- Mont Chiginagak
- Mont Cleveland
- Mont Cold Bay
- Mont Dana
- Mont Davidof
- Mont Denison
- Devils Desk
- Mont Douglas
- Mont Dutton
- Mont Emmons
- Fourpeaked Mountain
- Mont Frosty
- Mont Gareloi
- Île Great Sitkin
- Mont Gilbert
- Mont Griggs
- Hayes Volcano
- Mont Iliamna
- Isanotski Peaks
- Mont Kaguyak
- Kanaga
- Île Kasatochi
- Mont Katmai
- Mont Kialagvik
- Kiska
- Korovin
- Mont Kukak
- Mont Kupreanof
- Mont Mageik
- Mont Makushin
- Mont Martin
- Novarupta
- Île Nunivak
- Caldeira Okmok
- Mont Pavlof
- Pavlof Sister
- Pogromni
- Mont Recheshnoi
- Mont Redoubt
- Île Saint-Paul
- Mont Seguam
- Île Segula
- Semisopochnoi
- Mont Shishaldin
- Snowy Mountain
- Mont Spurr
- Mont Steller
- Tanaga
- Trident
- Ugashik-Peulik
- Mont Veniaminof
- Mont Vsevidof
- Mont Westdahl
- Yantarni